# Resolutie 1067 Veiligheidsraad Verenigde Naties
Resolutie 1067 van de Veiligheidsraad van de Verenigde Naties met dertien stemmen tegen twee onthoudingen van China en Rusland aangenomen door de Veiligheidsraad van de Verenigde Naties op 26 juli 1996.

## Achtergrond
Sinds de Cubaanse Revolutie zijn vele Cubanen Cuba ontvlucht naar de Verenigde Staten. Ze doen dat veelal per boot. Een in Miami gebaseerde groep van Cubaanse ballingen, de Brothers to the Rescue, overvliegt met kleine vliegtuigjes de wateren tussen Florida en Cuba om dergelijke boten op te sporen. Eerder had Cuba gewaarschuwd dat boten of vliegtuigen die zijn territoriale wateren of luchtruim schonden zouden worden beschoten. Aldus geschiedde op 24 februari 1996, toen Cubaanse MiG-29's twee Cessna's uit de lucht schoten. Daarbij kwamen vier mensen om het leven.

## Inhoud

### Waarnemingen
Op 27 februari had de Veiligheidsraad de Internationale Burgerluchtvaartorganisatie (ICAO) gevraagd het neerschieten van twee burgervliegtuigen door de Cubaanse luchtmacht te onderzoeken en haar bevindingen te rapporteren.
De Raad herinnerde aan de soevereiniteit die alle landen hadden over het luchtruim boven hun grondgebied en territoriale wateren. Zij moesten de principes, regels en standaarden die in het Verdrag inzake de internationale burgerluchtvaart werden bepaald volgen, waaronder de regels voor het onderscheppen van en het gebruik van wapens tegen burgervliegtuigen.

### Handelingen
Het neerschieten van de twee vliegtuigen was een schending van het principe dat geen wapens mogen worden gebruikt tegen vliegtuigen in vlucht en dat de levens van de personen aan boord niet in gevaar mogen worden gebracht. Alle partijen werden opgeroepen de internationale wetten en procedures inzake burgerluchtvaart te respecteren. De ICAO ging een verder onderzoek doen naar de standaarden en praktijken, om een herhaling van het gebeurde in de toekomst te voorkomen.
Lijst ·  1036 ·  1037 ·  1038 ·  1039 ·  1040 ·  1041 ·  1042 ·  1043 ·  1044 ·  1045 ·  1046 ·  1047 ·  1048 ·  1049 ·  1050 ·  1051 ·  1052 ·  1053 ·  1054 ·  1055 ·  1056 ·  1057 ·  1058 ·  1059 ·  1060 ·  1061 ·  1062 ·  1063 ·  1064 ·  1065 ·  1066 ·  1067 ·  1068 ·  1069 ·  1070 ·  1071 ·  1072 ·  1073 ·  1074 ·  1075 ·  1076 ·  1077 ·  1078 ·  1079 ·  1080 ·  1081 ·  1082 ·  1083 ·  1084 ·  1085 ·  1086 ·  1087 ·  1088 ·  1089 ·  1090 ·  1091 ·  1092